# آندره کاپل
آندره کاپل (فرانسوی: André Capelle‎; ۱۳ نوامبر ۱۸۹۱ – ۳۰ ژانویهٔ ۱۹۷۲) دوچرخه‌سوار اهل فرانسه بود.